# Ludwigia grandiflora
Ludwigia grandiflora és una planta aquàtica de l'ordre dels mirtals. Planta invasora dels barrancs, estancs, marjals. Vinguda d'Amèrica del sud com a planta ornamental. S'estén per la superfície de l'aigua fins a 6 metres en horitzontal i entre 40-80 cm en vertical. És reprodueix per fragments de la tija i per llavors de la flor que queden en el marge i quan és el moment germinen. És impossible d'erradicar totalment.
Està estretament relacionada i es confon fàcilment amb Ludwigia hexapetala. Les dues espècies es poden distingir en l’àmbit cromosòmic, perquè L. grandiflora és hexaploide i L. hexapetala és decaploide. Tot i això, es poden distingir morfològicament. L. grandiflora té pèls vilosos, flors més petites i grans de pol·len més petits. Algunes autoritats consideren que aquestes diferències són massa petites per considerar-les com a d'espècies diferents i, per tant, separen aquests tàxons com a dues varietats o dues subespècies.

## Espècies invasores
Ludwigia grandiflora figura a la llista d’espècies alienes invasores de preocupació per la Unió des del 2016 i als Estats Units figura a la llista de males herbes llistades a l'estat de Carolina del Sud. Competeix amb altres plantes formant denses estores als marges i als estanys. S'introdueix a zones temperades càlides d'Amèrica del Nord, Japó i Europa i ha format grans poblacions estables, sobretot a França.

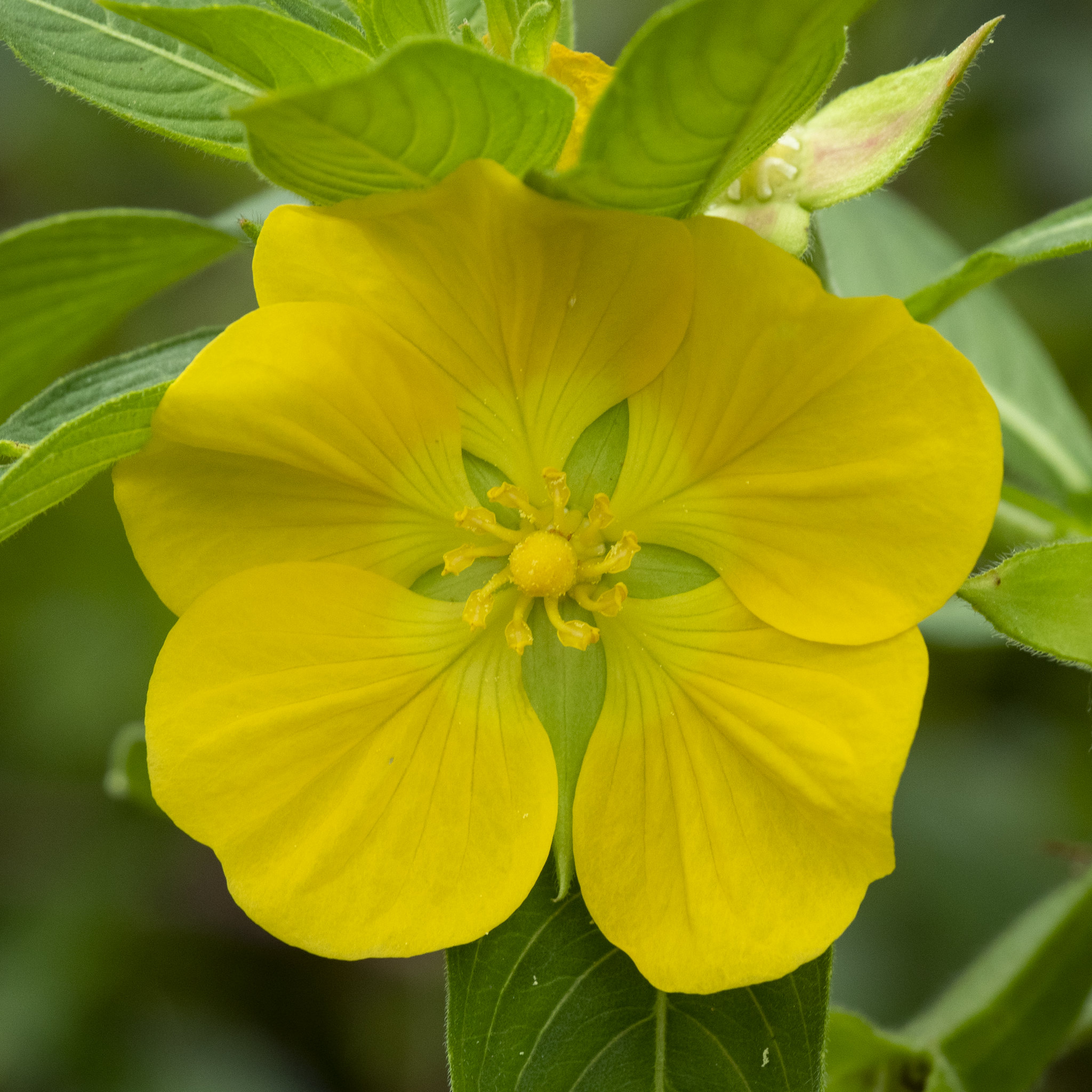
Ludwigia grandiflora es troba a la reserva del desert del riu Lower Hillsborough a Florida.

.